# Antoni Marquès
Antoni Marquès est un sculpteur catalan né à Sabadell en 1956.

## Biographie
De 1975 à 1980 Antoni Marquès étudie la sculpture à l'École d'art Massana de Barcelone, en 1979 le dessin au  Reial Cercle Barcelonès, en 1982 la gravure à l'École Illa de Sabadell. Ayant obtenu une bourse du gouvernement français, il fréquente en 1982-1983 l'École nationale supérieure des beaux-arts de Paris dans l'atelier de sculpture de Bernard Perrin. Une autre bourse, du gouvernement tchécoslovaque lui permet de se perfectionner à Prague en sculpture de forge et il suit des cours de soudure à l'INEM.
Admirant les œuvres de Julio González, Alberto Giacometti, Henry Moore ou Max Ernst, il s'intéresse parallèlement aux écrits des artistes eux-mêmes comme à ceux qui leur sont consacrés, Vasari et Zola, Delacroix et Dalí, Pissarro et Rodin, aux ouvrages sur Picasso de Fernande Olivier, Françoise Gilot ou Hélène Parmelin, sur Miró ou Brâncuși.
Il réalise sa première exposition personnelle en 1980, sa première œuvre placée dans un espace public en 1983.

## L’œuvre
Désirant pratiquer d'abord la peinture, Antoni Marquès prend conscience dans les années 1970 qu'il se ressent plus à l'aise avec la manipulation de matières qui lui permet une expression plus complète. Même dans son renouvellement avant-gardiste, plus tardif et plus lent que celui de la peinture, la sculpture n'avait cessé d'être un parent pauvre selon Antoni Marquès, qui entrevoit alors le potentiel que représentent les matériaux encore inexplorés, des métaux et soudures aux résines ou plastiques, et l'utilisation du cinétisme et de la lumière. Le mot « expérimenter » ne lui semble cependant pas approprié au domaine de l'art, convenant davantage au champ scientifique dans lequel la finalité est la démonstration ou la vérification.

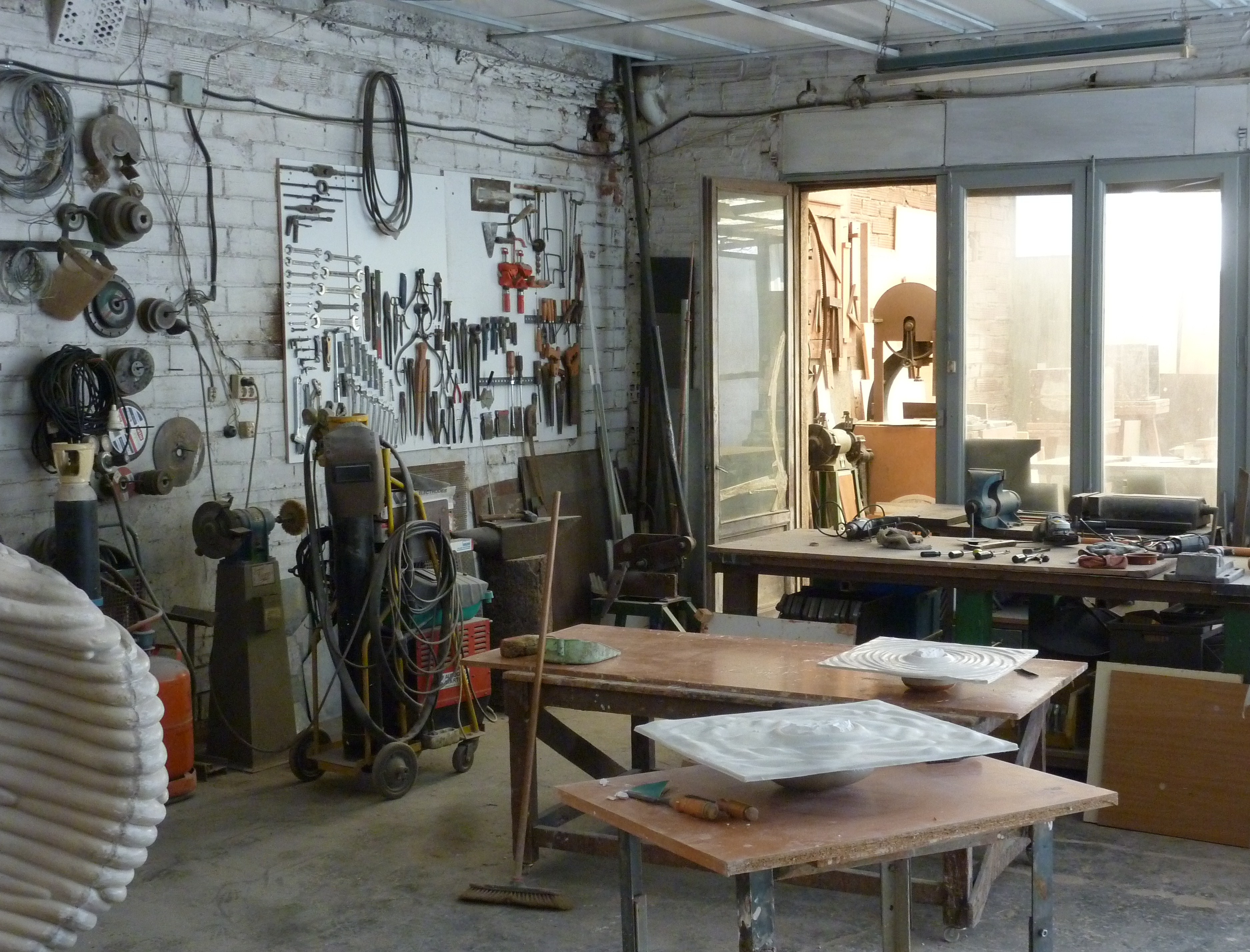
Atelier d'Antoni Marquès, Sabadell, 2014

Antoni Marquès commence par réaliser des sculptures métalliques en acier oxydé (Barque, La Reine, 1986) à partir de séries de dessins dont il transpose lignes et courbes dans les trois dimensions, employant le plus souvent des matériaux industriels sans en modifier l'aspect originel. Ses dessins introduisent ensuite davantage d'éléments de perspective, évoluent dans le sens de volumes plus puissants. Il utilisera également le fer, le bronze, l'aluminium, l'acier  inoxydable, le zinc et plomb, le bois, le verre, les résines de polyester, les plastiques thermoformés.
Autour de 1990  ses sculptures se nourrissent des objets du quotidien dont l'attirent formes, couleurs ou textures. Il les accumule sur les tables et les étagères de son atelier ou dans des boites et, au long d'un processus qui peut durer plusieurs mois ou années, s'établissent pour lui des connexions à mesure qu'il les change de place.
À partir de 1999 les volumes se simplifient (Charbon, 1999) . Des formes organiques (Cumulo, 2002 ; Erotica, 2002; Thème et variations, 2009)  ou tubulaires (Améthyste, Belvédère, 2010, Mon expérience, 2011) s'introduisent ensuite dans ses œuvres, opposant des lignes courbes et instables aux masses géométriques rigides et statiques. Il peut à l'inverse incorporer à ses formes organiques des objets industriels plus ou moins géométriques, par exemple un tabouret (Mon expérience, 2011), une échelle (Autoportrait n°2, 2012) ou un miroir (Reflets, 2001, 2002).
Antoni Marquès développe particulièrement ses formes dans la série, à mi-chemin de l'animal et du végétal, de ses Tentacules (2005-2009) mais aussi dans Méduse (2011) et l'ensemble de ses Soupirs (2012) composé de plus de quarante éléments fixés au mur.
Antoni Marquès aura utilisé en trois décennies le bois, le fer oxydé ou peint, le fer galvanisé, le cuivre, le plomb, le zinc, l'acier inoxydable, le ciment, la cire, les résines synthétiques, le charbon, les peaux synthétiques, les aiguilles,les pointes d'acier (Intolérance Lamento, 2007), les fils de laiton ou de cuivre.
Le dessin entretient avec la sculpture de nombreux rapports chez Antoni Marquès. Ses croquis, à travers les variations de formes, constituent les supports techniques et la première phase de sa création. Leur finalité s'achève dans la matérialisation de l’œuvre et ils se trouvent alors généralement détruits. Dans Thème et variations (2009) ou Soupirs (2009) le sculpteur a ainsi transféré dans l'espace les formes organiques de ses dessins avec un minimum de volume pour ne pas perdre leur qualité. D'autres dessins, plus complexes, sont des élaborations formelles, surgies parfois de sculptures déjà réalisées (Reflets n° 6, 2008).

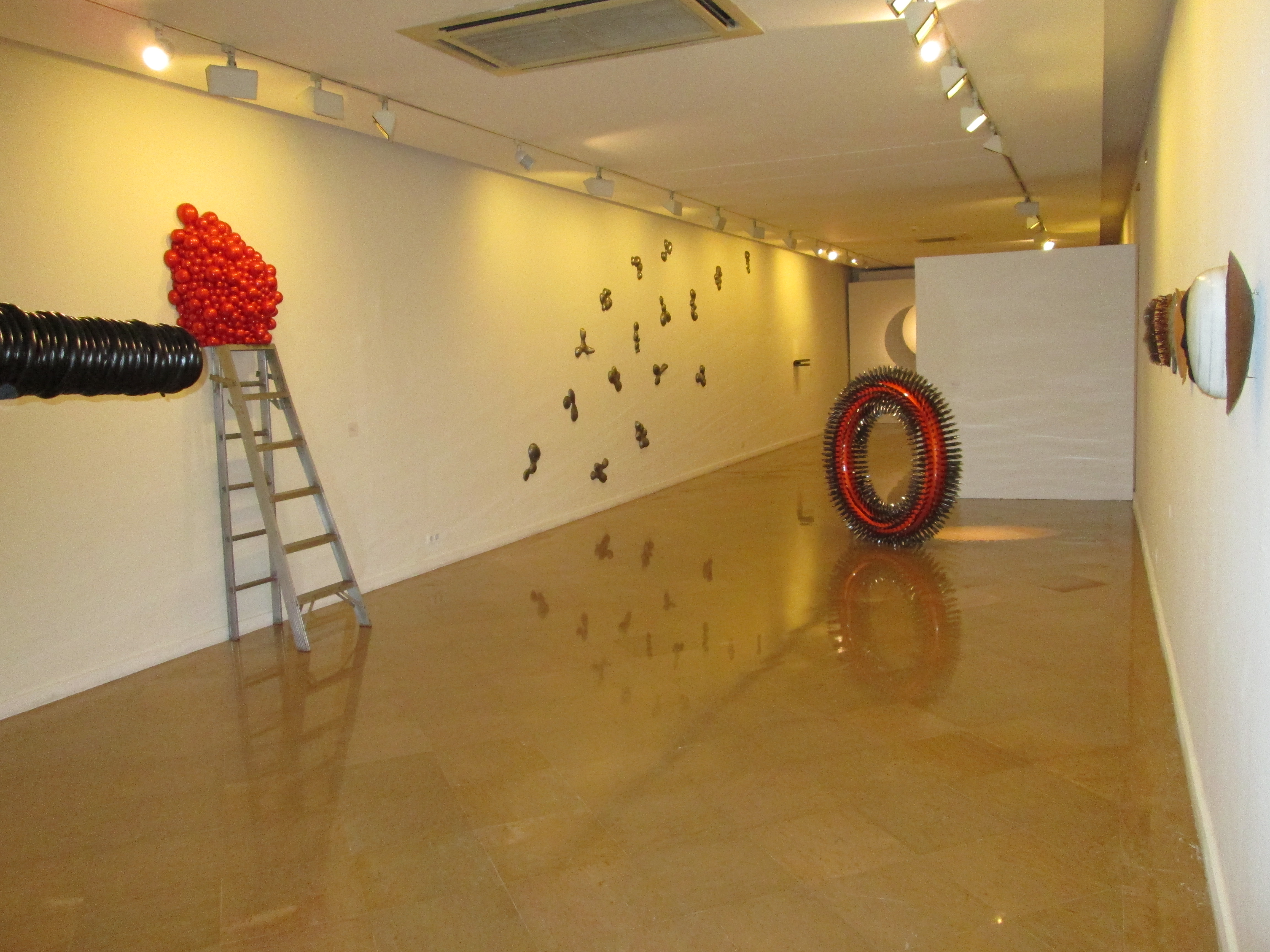
Exposition Manual de resistència i acció. L’escultura d’Antoni Marquès, musée d'Art de Sabadell, 2013.

Pour la création d'une œuvre il construit d'abord une maquette pour mettre au point formes et volumes, étudie l'échelle qui convient à son emplacement dans l'espace puis examine les problèmes techniques liés à l'exécution. Enfin, devant la présence réelle, physique, de l’œuvre réalisée, il en définit l'aspect définitif. Il peut alors la transformer notablement ou la détruire après des mois de travail si elle ne correspond pas au résultat espéré. Antoni Marquès développe sa création en séries qui, dit-il, « s'autoalimentent ».
La couleur est pour Antoni Marquès un élément expressif essentiel quand le matériau qu'il travaille ne présente pas l'aspect désiré. Il rappelle que les sculptures mésopotamienne, grecque, romaine, médiévale et baroque étaient peintes. Superficie externe, la couleur devient elle-même matériau qui définit l’œuvre. Antoni Marquès s'intéresse ainsi aux nouvelles couleurs, luminescentes, nacrées, fluorescentes, que la chimie crée à des fins industrielles. La plupart de ses œuvres sont monochromes.

## Expositions individuelles
- 1980 : Académie des Beaux-Arts, Sabadell
- 1982 : Académie des Beaux-Arts, Sabadell ; Centre de lecture, Reus
- 1983 : Centre régional des œuvres universitaires, Paris
- 1985-1986 : musée d'art, Sabadell
- 1986 : galerie Buades, Madrid
- 1987 : Académie des Beaux-Arts, Sabadell ; Institut français, Barcelone
- 1988 : galerie Buades, Madrid
- 1989 : galerie My Name's Lolita Art, Valencia ; galerie Fucares, Almagro
- 1990 : galerie Berini, Barcelone ; galerie Javier Gastelvert, Palma de Mallorca
- 1991 : galerie Berini, Barcelone
- 1992 : galerie Inge Maltus, Sabadell ; galerie Berini, Barcelone
- 1994 : galerie Berini, Barcelone
- 1996 : Fondation Caixa de Sabadell, Sabadell ; galerie Berini, Barcelone
- 1997 : galerie Cavecanem, Séville
- 1998 : Zona XXI, Vilanova i la Geltru (Barcelone)

- 1999 : galerie Berini, Barcelone

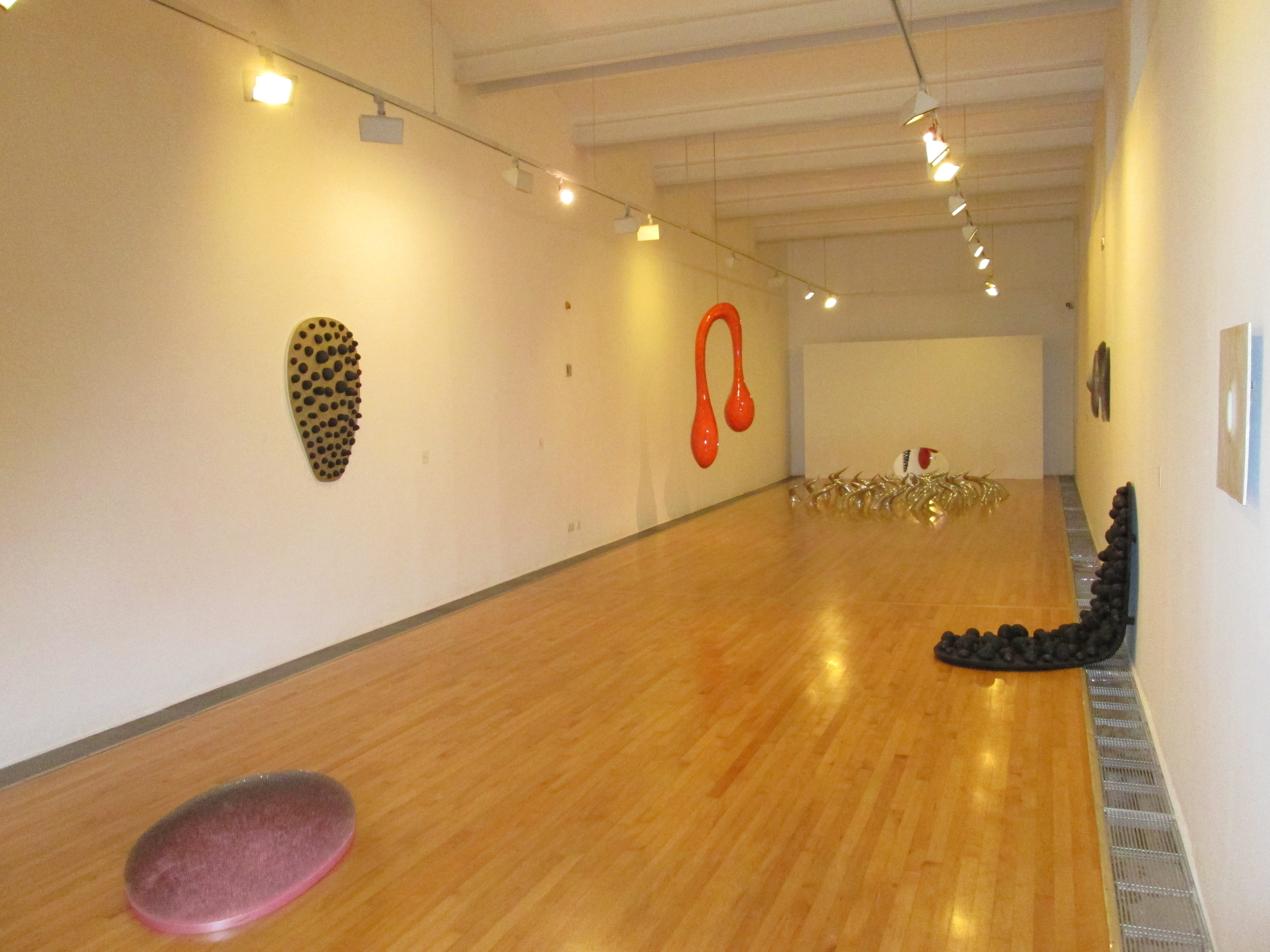
Exposition Manual de resistència i acció. L’escultura d’Antoni Marquès, Museu d'Art de Sabadell, 2013.

- 2001 : Sculptures et dessins, 1983-2001, musée d'art, Sabadell ; galerie Moriarty, Madrid
- 2003 : A las luces sombras, Galerie Moriarty, Madrid
- 2005 : Plecs, Galerie Fidel Balaguer, Barcelone
- 2007 : A les llums, ombres, galerie Fidel Balaguer, Barcelone
- 2009 : Tema amb variacions, Alliance française, Sabadell ; galerie Cànem, Castellon
- 2010-2011 : Tiempo al tiempo, galerie Moriarty, Madrid
- 2013-2014 : Manual de resistència i acció. L'Escultura d'Antoni Marquès, Centre d'Art Tecla Sala, L'Hospitalet ; Antoni Marquès, Formes del pensar, musée de Cordebeu
- 2016 : Qu'est-ce que la sculpture moderne ?, Fondation Vila Casas, Girone
- 2022 : Académie des Beaux-Arts, Sabadell

## Expositions collectives
Antoni Marquès a participé à de nombreuses expositions en Catalogue en Espagne et en France, notamment à la Fondation Joan Miro de Barcelone (1975, 1976, 1980, 1982), au Centre d'art contemporain de Jouy-sur-Eure (1980, 1983, 1988), au Salon de mai (1983) et à de nombreuses Biennales, Biennale de peinture contemporaine de Barcelone (1980, 1982),  Biennale de sculpture Pablo Gargallo de Saragosse (1986), Biennale de sculpture ibérique de Zamora (1986), Biennale de sculpture d'Oviedo (1986), Biennale de sculpture de Murcie (1986), Biennale de Pontevedra (1987, 1990), Biennale européenne de sculpture de Normandie du Centre d'art contemporain de Jouy-sur-Eure (1986, 1988), Biennale del Vallès de Granollers (1988).

## Musées
- Alava (Vitoria), musée des Beaux-Arts
- Barcelone, Institut français ; collection d'art contemporain, Fondation La Caixa
- Madrid, collection Coca-Cola
- L'Hospitalet de Llobregat, Centre d'Art Tecla Sala
- Palafrugell (Girone), Fondation Vila Casas
- Reus (Tarragone), Centre de lecture
- Sabadell, musée d'art ; Ajuntament
- Sant Cugat del Vallès, Fondation Banque de Sabadell

## Lieux publics

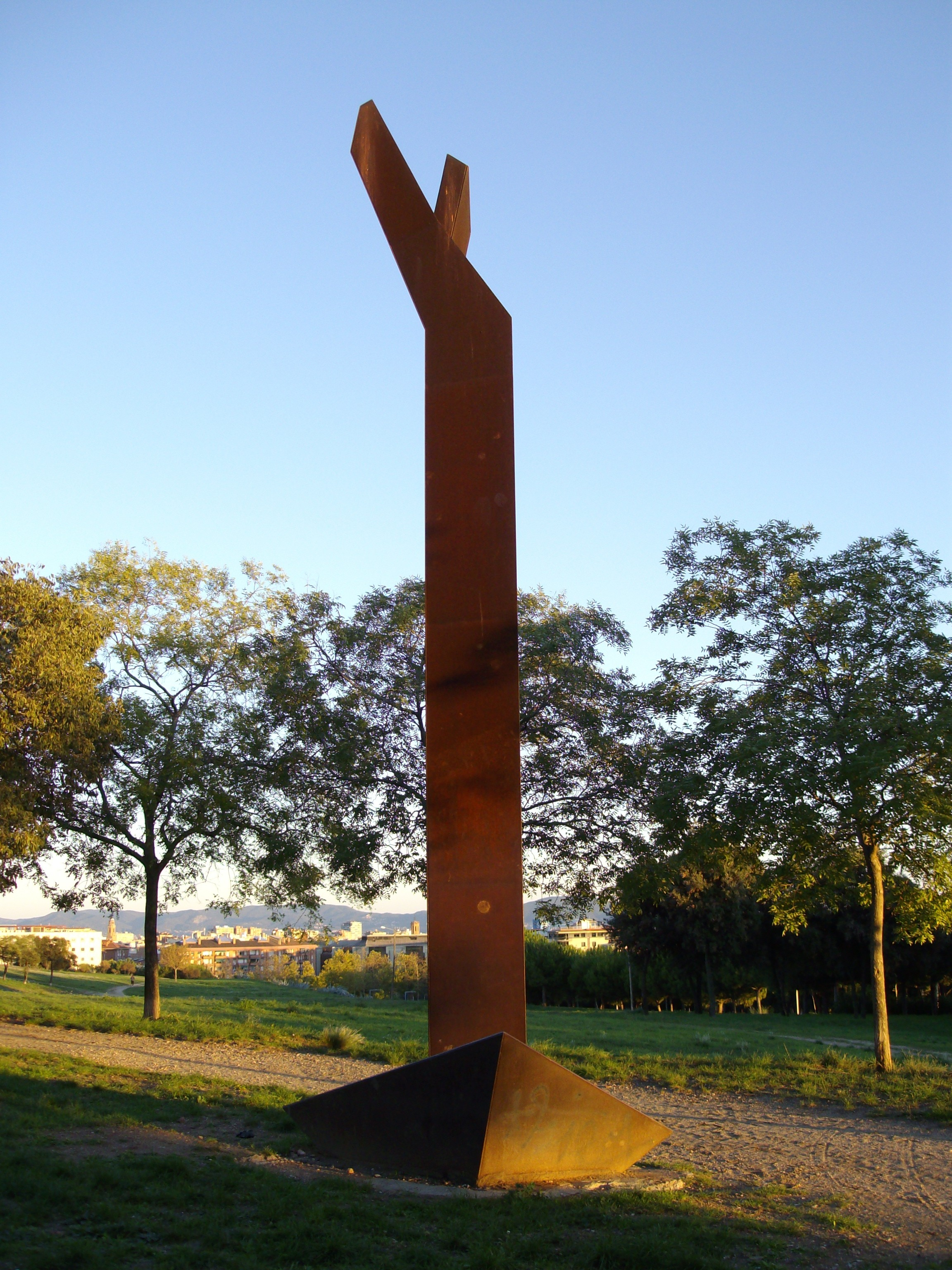
Gest d'Arbre, 1986,, parc de Catalogne, Sabadell

- 1983 : Intervention, 24,50 × 6,10 × 0,20 mètre, Valle de Hecho (Huesca)
- 1983 : Présence, 6,30 × 0,20 × 0,60 mètre, espace Cardin, Champs-Élysées, Paris
- 1986 : Gest d'Arbre, 8,30 × 3,10 × 1,20 mètre, parc de Catalogne, Sabadell
- 1996 : A de Barca, Brossa-Marquès, 7,20 × 1,47 mètre, parc de Catalogne, Sabadell
- 1996 : Maiz, 2,95 × 1,50 × 1,50 mètre, jardin de la Caixa de Sabadell, Sabadell

## Illustration
- Marcel Ayats, El clima de l'asfalt, 6 dessins d'Antoni Marquès, Papers de Versàlia, Sabadell, 2005  (ISBN 8460977102)

## Éléments de bibliographie

### Catalogues
- (ca + es) Antoni Marquès, escultures i dibuixos, 1983-2001, textes de Teresa Blanch, Luis Casado et Kevin Power, musée d'art de Sabadell, 2001, 84 pages  (ISBN 84-87221-54-8)
- (ca + es + en) L'Escultura d'Antoni Marquès. Manual de resistència i accio, entretien avec Rosa Queralt et texte d'Angela Molina, Centre d'Art Tecla Sala, L'Hospitalet, 2013, 100 pages  (ISBN 978-84-938376-2-4) vv
- (ca + es) Antoni Marquès, Formes del pensar, entretien avec Teresa Blanch Malet, textes de Koan M. Minguet Battlori et Rosa Queralt, musée de Cordebeu, 2013-2014